# Marcel Loncle
Marcel Loncle (født 5. januar 1936 i Saint-Malo, Frankrig) er en fransk tidligere fodboldspiller (midtbane).
På klubplan spillede Loncle først fem sæsoner hos Angers og siden fire sæsoner hos Rennes. Med Rennes var han i 1965 med til at vinde pokalturneringen Coupe de France efter finalesejr over Sedan.
Loncle spillede desuden to kampe for det franske landshold, en venskabskamp mod Østrig og en VM-kvalifikationskamp mod Jugoslavien. Han repræsenterede også sit land ved OL i 1960. Kampene ved denne turnering regnes dog ikke som A-landskampe.

## Titler
Coupe de France
- 1965 med Rennes